# Виртуальный прибор
Виртуальные приборы (англ. Virtual Instrumentation) — концепция, в соответствии с которой организуются программно-управляемые системы сбора данных и управления техническими объектами и технологическими процессами, при которой система организуется в виде программной модели некоторого реально существующего или гипотетического прибора, причём программно реализуются не только средства управления (рукоятки, кнопки, лампочки и т. п.), но и логика работы прибора. Связь программы с техническими объектами осуществляется через интерфейсные узлы, представляющие собой драйверы внешних устройств — АЦП, ЦАП, контроллеров промышленных интерфейсов и т. п.
Предшественницей концепции виртуальных приборов служила концепция слепых приборов, предусматривающая организацию системы в виде физического устройства («ящика», реализующего логику работы прибора, но не имеющего пользовательского интерфейса), и программно-реализуемых средств управления (представляющих собой HMI в чистом виде).
Концепция виртуальных приборов применяется в качестве базовой в таких продуктах, как:
- LabVIEW фирмы National Instruments (США) (http://www.natinst.com), реализуется на программной архитектуре VISA;
- DASYLab фирмы DATALOG GmbH (Германия) (http://www.dasylab.com);
- DIAdem фирмы GfS mbH (Германия);
- ZETLab фирмы "ЭТМС" (Россия) (https://zetlab.com/product-category/programmnoe-obespechenie/programmnoe-obespechenie-zetlab/).

Примечание: в настоящее время торговые марки DASYLab и DiaDem также принадлежит National Instruments.